# 인천상륙작전 (2016년 영화)
《인천상륙작전》은 2016년에 개봉한 대한민국의 영화이다. 1950년 9월 15일 인천상륙작전을 성공시키기 위해 벌인 목숨 건 첩보전을 그린 실화 영화로, 한국전쟁 정전협정일인 7월 27일에 맞춰 개봉하였다.
줄거리는  인천 상륙 작전의 성공을 위해 8월 17일부터 9월 14일까지 17명의 대한민국 해군 첩보부대가 영흥도와 덕적도를 근거지로 하여 펼쳤던 첩보수집 작전 - X-ray 작전그리고 이와 별도로 미국 해군 정보장교 유진 F. 클라크(Eugene F. Clarke) 대위가 지휘하고 계인주 대령, 연정 대위 등 국군 출신 장교 및 KLO부대원이 포함된 첩보부대가 9월 1일 영흥도에 잠입하여 영흥도를 주요 거점으로 인천 앞바다에 관한 정보를 수집, 도쿄의 맥아더 사령부로 타전하고 9월 15일 0시 50분, 팔미도 등대를 점등시킨 트루디 잭슨 작전 (Operation Trudy Jackson)이렇게 두개의 실제 첩보 작전을 기반으로 하고 있다.

## 줄거리
미군의 더글러스 맥아더 장군(리암 니슨 분)과 장학수(이정재 분) 대위가 지휘하는 대한민국 해군 첩보부대 대원들은 인천 상륙 작전을 성공시키기 위해 기뢰 지도 탈취 등 첩보 작전을 수행한다.

## 캐스팅
- 이정재 : 장학수 해군첩보부대 대위 역이다.
- 이범수 : 림계진 인민군 인천지구 방어사령관 역
(계급 : 총좌[6])
- 리암 니슨 : 맥아더 미합중국 UN군 사령관 역
(계급 : [7])
- 진세연 : 한채선 역
- 정준호 : 서진철 KLO부대원 역
- 김병옥 : 최석중 KLO부대원 역
- 박철민 : 남기성 해군첩보부대원 역
- 존 그리스 : 밴던버그 미합중국 공군참모총장 역
(계급 : [8])
- 길금성 : 천달중 해군첩보부대원 역
- 신수항 : 강봉포 해군첩보부대원 역
- 정승원 : 류장춘 인민군 인천지구 방어사령부 작전참모 역
(계급 : 총위[9])
- 정민지 : 옥길련 역
- 김진우 : 도리우찌 동생 역
- 함형기 : 도리우찌 형 역
- 나야 : 장교클럽 여가수 역
- 이충구 : 화균 역
- 성혁 : 송상득 해군첩보부대원 역
- 고윤 : 오대수 해군첩보부대원 역
- 장준학 : 양판동 역
- 션 리차드 : 로우니 맥아더 장군 전속부관 역
(계급 : [10])
- 저스틴 러플 : 알렉산더 헤이그 미합중국 육군 통신장교 역
(계급 : [11])
- 진용욱 : 조인국 역
- 박정원 : 리경식 역
- 양범 : 함광석 역
- 이해준 : 지진표 역
- 조지 비셋 : 맥아더 부인 역
- 윤석진 : 도홍규 역
- 김중희 : 주현필 켈로부대원역
- 윤다영 : 계은숙 역
- 김세정 : 엄기순 역
- 조원희 : 서울지역사령관 역
- 송경철 : 인민군 제1군단장 역
- 김중기 : 인민군 제2군단장 역
- 이창세 : 인민군 제3군단장 역
- 김제열 : 하룡 역
- 론 로만 : 셔먼 역
- 매튜 도우마 : 클라크 미합중국 해군 장교 역
(계급 : [12])
- 다미렌 퍼타도 : 포스터 역
- 트로이 마크 지젤스버거 : 클라크혼 역
- 아키라 : 곽태덕 역
- 황석하 : 통역병 역
- 박태주 : 허구택 역
- 앤드류 윌리엄 브랜드 : 콜린스 역
- 조이삼 : 암호해독전문가 역
- 다니엘 케네디 : 상륙정 장교 1 역
- 샨달 페더 에릭슨 : 상륙정 장교 2 역
- 매튜 달시 : 기록병사 역
- 게런 핏츠제랄드 : 사진병 역
- 박성웅 : 박남철 인민군 검열단장 역 (특별출연)
(계급 : 중좌[13])
- 김선아 : 김화영 역 (특별출연)
- 김영애 : 나정님 역 (특별출연)
- 추성훈 : 백산 인민군 소위 역 (특별출연)
- 이원종 : 김일성 역 (특별출연)
- 정경순 : 정선실 역 (특별출연)
- 우도환 : 류장춘 부하 보초1 (특별출연)

## KBS의 지원
영화 《인천상륙작전》의 전체 예산 170억 원 중 KBS가 약 30억 원을 투자했다. KBS 2TV는 영화 개봉을 하루 앞두고 특집 다큐멘터리 <인천상륙작전의 숨겨진 이야기, 첩보전>을 주연배우 이정재의 내레이션으로 방영하였고, 이정재는 영화 개봉일에 KBS 뉴스라인에도 출연했다. 게다가 KBS는 2015년 8월 13일부터 2016년 8월 3일까지 약 1년간, ‘아침뉴스타임’부터 ‘뉴스9’까지 모든 시간대의 뉴스에 총 52건의 《인천상륙작전》 관련 보도를 하였다.

## 같이 보기
- 더글러스 맥아더
- KLO부대
- X-ray 작전